# Anthony Ashley Cooper, 7:e earl av Shaftesbury

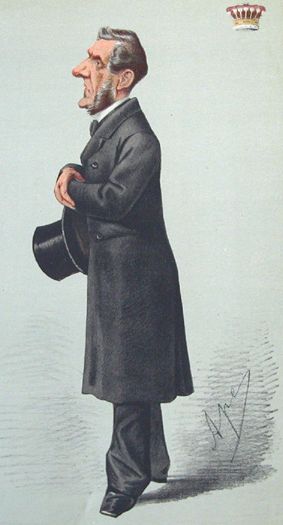
7:e earlen av Shaftesbury av Carlo Pellegrini, 1869.

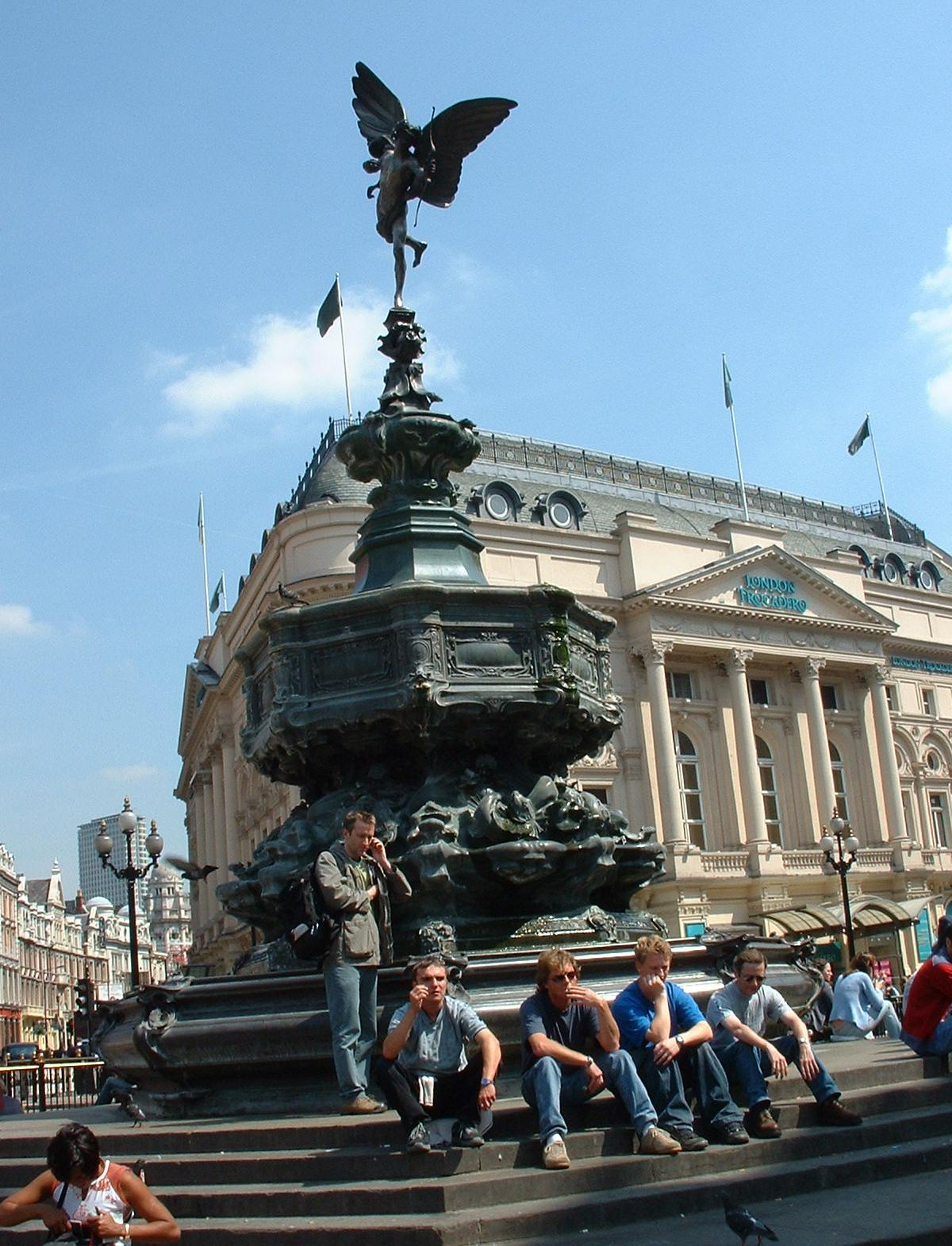
Shaftesbury Monument Memorial Fountain, upprest på Piccadilly Circus, London 1893 till Lord Shaftesburys ära, krönt med Anteros av Alfred Gilbert.

Anthony Ashley Cooper, 7:e earl av Shaftesbury, född 28 april 1801 i London, död 1 oktober 1885, var en engelsk filantrop och politiker, konservativ och socialpolitiskt inriktad, son till Cropley Ashley-Cooper, 6:e earl av Shaftesbury och lady Anne Spencer. Han var en av den viktorianska erans mest kända politiker.

## Biografi
Cooper utbildades först vid Harrow School och sedan vid universitetet i Oxford, där han skrevs in vid Christ Church College. Efter avslutade studier inträdde han 1826 i parlamentet som representant för en av familjen Marlboroughs "pocket boroughs" - hans mor var nämligen dotter till fjärde hertigen av Marlborough. Under sina första år i parlamentet understödde han Liverpools och George Cannings parti och var intim vän med den konservative ledaren hertigen av Wellington.
Vändpunkten i hans liv inträffade 1833, då han efter Sadler blev ledare för 10-timmarsrörelsen och framlade ett lagförslag om 10 timmars arbetsdag för kvinnor och minderåriga. Lagförslaget röstades visserligen ner, men regeringen nödgades framlägga ett förslag till reglering av arbetstiden för minderåriga. Cooper, som 1841 vägrade att av Robert Peel mottaga en framstående plats, emedan Peel inte ville ta ställning för 10-timmarsdagen, fortsatte att arbeta för saken både inom och utom parlamentet, genomdrev tillsättandet av en kommitté för undersökning av barnarbetet och var, med resultatet av denna undersökning som grund, mycket nära att genomdriva sin 10-timmarslag både mot regering och opposition. En följd av detta var Peels lag av år 1844, som bland annat utsträckte lagskyddet från år 1833 även till kvinnor inom textilindustrin. 
År 1847, när slutligen målet nåddes, hade Cooper avgått ur parlamentet på grund av sin ändrade ställning till spannmålstullarna - han hade nämligen blivit övertygad om nödvändigheten av deras avskaffande - men lagen var dock i allo hans verk. År 1850 lyckades han genomdriva en komplettering av 1847 års lag, som visat sig lätt kunna kringgås, men han måste köpa detta genom en eftergift, en kompromiss som förorsakade brytning mellan honom och de ivrigaste bland 10-timmarsmännen.
År 1840 lyckades Cooper få en kommitté tillsatt för att undersöka gruvarbetarnas förhållanden. Dess betänkande visade att barn och kvinnor användes som arbetskraft där, och Cooper kunde utan svårighet få en lag antagen som förbjöd kvinnor och barn att arbeta under jord. Sålunda lyckades han få arbetet reglerat inom allt flera industrier. Med 1878 års lag, som sammanfattade alla de olika bestämmelser för arbetarskydd som han genomdrivit eller medverkat till, kan hans verk anses avslutat.
En annan stor social fråga som Cooper tvang parlamentet att uppmärksamma var bostadsfrågan. 1842 var han med bland stiftarna av Society for improving the condition of the labouring classes, och genom denna förening upprättade han mönsterbostäder (i Shaftesbury park estate och på sin egendom Wimborne S:t Giles), som sedan efterbildats i de svenska ungkarlshotellen och arbetarbostäder. 1851 antog underhuset på hans förslag en lag som gav kommuner rätt att med skattemedel uppföra mönsterbostäder, och vidare en lag om bostadsinspektion. Samma år avled Coopers far, och då Cooper ärvde dennes titel och säte i överhuset, kunde han försvara och genomdriva sina förslag inom båda husen.
Att beskriva Coopers del i alla de filantropiska och religiösa företag han intresserade sig för skulle vara att skriva det sociala arbetets historia i England under 1800-talet. Nämnas bör emellertid hans strävanden för bättre vård av sinnessjuka, en fråga som sysselsatte honom hela hans liv; hans verksamhet som ordförande i Londons hälsovårdsnämnd, särskilt under koleraåret 1849; hans intresse för lagstiftning angående minderåriga förbrytare; hans arbete för trasskolorna. Han var för övrigt engelska bibelsällskapets ordförande under många år och deltog i en mängd missionsföretag, både utom och inom England.
Vad som förlänade honom hans stora auktoritet var inte enbart hans obestridda oegennytta och hans stora förmåga, utan också hans arbetssätt. Han tog aldrig itu med en fråga utan att personligen sätta sig in i förhållandena. Också var han känd i Londons sämsta kvarter, han sällskapade med tjuvar och andra brottslingar och skaffade sig, trots att han var aristokrat, vänner i de lägsta och fattigaste befolkningsgrupperna.
Inom parlamentet intog han en säregen ställning. Fastän han var trogen anhängare av det konservativa torypartiet och flera gånger uppmanades att sitta i konservativa regeringar, utförde han sitt livsverk utanför alla partier. Sitt eget parti lyckades han inte alltid få över på sin sida, och än mindre stöd fick han av liberalerna, bland vilka industriidkarna och frihandlarna var hans värsta fiender. Själv säger han att John Bright var hans mest illasinnade fiende och Richard Cobden föga bättre. Oberoende av de stora partierna uppstod kring hans förslag en särskild partigruppering som ibland kunde sträcka sig till regeringen.
Cooper var en övertygad protestant, lika fientligt stämd mot ritualismen som mot rationalismen. Han var den engelska protestantismens erkände ledare och deltog ivrigt i de teologiska striderna. Under Lord Palmerstons premiärministertid fick han tillfälle att kraftigt ingripa i den engelska kyrkopolitiken. Han var nämligen genom sitt giftermål nära lierad med Palmerston och utövade över denne stort inflytande i kyrkliga ting. Faktiskt var det han som under Palmerstons tid tillsatte alla biskopar och högre ämbetsmän inom kyrkan. Själv mottog han inga höga ämbeten. 
Hans karaktär var en egendomlig blandning av stor ärelystnad och uppoffrande hängivenhet för sin sak. Nyckeln till hans personlighet ligger i hans djupa religiositet. Ur hans uppfattning av kristendomen och ur hans konservatism framsprang konsekvent hans socialreformatoriska verksamhet. År 1893 restes Shaftesbury Memorial på Piccadilly Circus, London, till hans ära.